# Fiona Ferro
Fiona Ferro (Libramont, Belgium, 1997. március 12. –) francia hivatásos teniszezőnő.
Pályafutása során két alkalommal került WTA-tornán döntőbe egyéniben, mindkettőt meg is nyerte. Emellett hat egyéni és egy páros ITF-tornagyőzelmet szerzett.
Első WTA-döntőjébe 2019 júliusában került a Ladies Open Lausanne tornán, amit meg is nyert Alizé Cornet ellen.
Grand Slam-torna főtábláján először a 2014-es Roland Garroson játszott. A Grand Slam-tornákon a legjobb eredménye egyéniben a 2020-as Roland Garroson elért 4. kör, míg párosban a 2019-es Roland Garroson a 3. körig jutott.
Legmagasabb világranglista helyezése egyéniben a 2021. március 8-án elért 39. helyezés, párosban a legjobbjaként 2021. május 17-én a 257. helyen állt.

## WTA döntői

### Egyéni

#### Győzelmei (2)
| Összesítés           |                        |
| Grand Slam-torna (0) |                        |
| Tier I (0)           | Premier Mandatory* (0) |
| Tier II (0)          | Premier Five* (0)      |
| Tier III (0)         | Premier* (0)           |
| Tier IV (0)          | International* (2)     |
| Tier V (0)           | Challenger* (0)        |

* 2009-től megváltozott a tornák rendszere.
 Az egymás mellett azonos színnel jelölt tornatípusok között nincs teljes mértékű megfelelés.
| No. | Dátum              | Torna                          | Borítás | Ellenfél        | Eredmény      | Megj. |
| --- | ------------------ | ------------------------------ | ------- | --------------- | ------------- | ----- |
| 1.  | 2019. július 21.   | Ladies Open Lausanne, Lausanne | Salak   | Alizé Cornet    | 6–1, 2–6, 6–1 |       |
| 2.  | 2020. augusztus 9. | Palermo Ladies Open, Palermo   | Salak   | Anett Kontaveit | 6–2, 7–5      |       |

## WTA 125K döntői: 1 (0–1)

### Egyéni: 1 (0–1)
| Eredmény | No. | Dátum               | Torna                           | Borítás | Ellenfél a döntőben | Eredmény |
| -------- | --- | ------------------- | ------------------------------- | ------- | ------------------- | -------- |
| Döntő    | 1.  | 2023. augusztus 20. | Barranquilla Open, Barranquilla | Kemény  | Tatjana Maria       | 1–6, 2–6 |

## ITF-döntői

### Egyéni: 12 (6–6)
| Díjazás              |
| -------------------- |
| $100,000 torna       |
| $75,000/80,000 torna |
| $50,000/60,000 torna |
| $25,000 torna        |
| $15,000 torna        |
| $10,000              |

| Eredmény | No. | Dátum              | Torna                      | Borítás    | Ellenfél             | Eredmény            |
| -------- | --- | ------------------ | -------------------------- | ---------- | -------------------- | ------------------- |
| Döntős   | 1.  | 2014. július 6.    | Denain, Franciaország      | Salak      | Andreea Mitu         | 6–4, 2–6, 1–6       |
| Döntős   | 2.  | 2015. július 19.   | Aschaffenburg, Németország | Salak      | Tena Lukas           | 5–7, 4–6            |
| Döntős   | 3.  | 24 July 2016       | Darmstadt, Németország     | Salak      | Tamara Korpatsch     | 2–6, 2–6            |
| Döntős   | 4.  | 2017. november 26. | Hammamet, Tunézia          | Salak      | Varvara Gracsova     | 4–6, 6–7(1)         |
| Győztes  | 1.  | 2018. február 11.  | Grenoble, Franciaország    | Kemény (f) | Eléonora Molinaro    | 6–4, 6–7(5), 7–6(3) |
| Döntős   | 5.  | 2018. február 25.  | Curitiba, Brazília         | Salak      | Tamara Zidanšek      | 5–7, 4–6            |
| Győztes  | 2.  | 2018. június 17.   | Padova, Olaszország        | Salak      | Ljudmila Szamszonova | 7–5, 6–3            |
| Győztes  | 3.  | 2018. június 24.   | Montpellier, Franciaország | Salak      | Catalina Pella       | 6–4, 6–3            |
| Győztes  | 4.  | 2018. július 22.   | Olomouc, Csehország        | Salak      | Karolína Muchová     | 6–4, 6–4            |
| Győztes  | 5.  | 2023. február 5.   | Monasztir, Tunézia         | Kemény     | Cristiana Ferrando   | 6–4, 6–3            |
| Döntős   | 6.  | 2023. április 23.  | Bellinzona, Svájc          | Salak      | Mirra Andrejeva      | 6–2, 1–6, 4–6       |
| Győztes  | 6.  | 2023. június 18.   | Biarritz, Franciaország    | Salak      | İpek Öz              | 7–5, 6–3            |

### Páros: 1 (1–0)
| Díjazás              |
| -------------------- |
| $100,000 torna       |
| $75,000/80,000 torna |
| $50,000/60,000 torna |
| $25,000 torna        |
| $15,000 torna        |
| $10,000              |

| Eredmény | No. | Dátum                | Torna                      | Borítás | Partner          | Ellenfél                 | Eredmény    |
| -------- | --- | -------------------- | -------------------------- | ------- | ---------------- | ------------------------ | ----------- |
| Győztes  | 1.  | 2023. szeptember 17. | Le Neubourg, Franciaország | Salak   | Alina Kornyejeva | Marina Kolb Nagyija Kolb | 7–6(7), 7–5 |

## Eredményei Grand Slam-tornákon

### Egyéni
| Grand Slam | Australian Open | Australian Open   | Roland Garros  | Roland Garros       | Wimbledon      | Wimbledon        | US Open        | US Open            |
| Év         | Eredmény        | Utolsó ellenfél   | Eredmény       | Utolsó ellenfél     | Eredmény       | Utolsó ellenfél  | Eredmény       | Utolsó ellenfél    |
| 2014       | −               | −                 | 1. kör         | Sabine Lisicki      | −              | −                | Selejtező (Q1) | Selejtező (Q1)     |
| 2015       | Selejtező (Q1)  | Selejtező (Q1)    | 1. kör         | Teliana Pereira     | −              | −                | −              | −                  |
| 2016       | −               | −                 | Selejtező (Q3) | Selejtező (Q3)      | −              | −                | −              | −                  |
| 2017       | −               | −                 | 1. kör         | Agnieszka Radwańska | −              | −                | −              | −                  |
| 2018       | −               | −                 | 2. kör         | Garbiñe Muguruza    | −              | −                | Selejtező (Q2) | Selejtező (Q2)     |
| 2019       | 1. kör          | Vang Csiang       | 1. kör         | Kristina Mladenovic | 1. kör         | Elise Mertens    | 3. kör         | Vang Csiang        |
| 2020       | 2. kör          | Vang Csiang       | 4. kör         | Sofia Kenin         | elmaradt       | elmaradt         | −              | −                  |
| 2021       | 3. kör          | Iga Świątek       | 2. kör         | Jennifer Brady      | 1. kör         | Garbiñe Muguruza | 2. kör         | Iga Świątek        |
| 2022       | 1. kör          | Elina Szvitolina  | 1. kör         | Paula Badosa        | Selejtező (Q3) | Selejtező (Q3)   | Selejtező (Q1) | Selejtező (Q1)     |
| 2023       | −               | −                 | 1. kör         | Rebecca Peterson    | −              | −                | 1. kör         | Viktorija Azaranka |
| 2024       | 1. kör          | McCartney Kessler | 1. kör         | Diane Parry         | Selejtező (Q1) | Selejtező (Q1)   | −              | −                  |
| 2025       | −               | −                 | Selejtező (Q2) | Selejtező (Q2)      |                |                  |                |                    |

## Év végi világranglista-helyezései
| Év     | 2013 | 2014 | 2015 | 2016 | 2017 | 2018 | 2019 | 2020 | 2021 | 2022 | 2023 | 2024 |
| Egyéni | 557. | 367. | 261. | 237. | 325. | 102. | 63.  | 42.  | 103. | 417. | 161. | 276. |
| Páros  | –    | –    | –    | 395. | 601. | 610. | 284. | 295. | 415. | –    | 440. | 522. |